# فلوح (اسم)
فلوح هو اسم علم مذكر من أصل عربي، ومعناه هو الناجح الموفق الفائز.

## وصلات خارجية
- موسوعة السلطان قابوس لأسماء العرب نسخة محفوظة 5 أبريل 2019 على موقع واي باك مشين.